# Marlon Fluonia
Marlon Fluonia (Willemstad (Curaçao), 26 september 1964) is een voormalig Nederlands honkballer en honkbalcoach.
Fluonia, een rechtshandige eerste honkman en achtervanger, speelde in 21 seizoenen 755 wedstrijden in de Nederlandse hoofdklasse honkbal. Hij kwam uit voor UVV, Neptunus, Quick uit Amersfoort, Sparta/Feyenoord en als laatste voor Almere'90. In de laatste jaren van zijn actieve topsportcarrière kwam hij hoofdzakelijk uit als eerste honkman.
Hij speelde ook jaren voor het Nederlands honkbalteam waarvoor hij uitkwam in in totaal 48 wedstrijden. Hij was meestal de vervangend achtervanger voor Johnny Balentina. Met het team deed hij mee aan vele toernooien waaronder de Olympische Spelen van 1996 in Atlanta waarin hij in drie wedstrijden uitkwam.
Nadat hij in 2005 stopte als speler ging hij verder als coach van RCH maar stopte in 2007 toen zijn ploeg degradeerde uit de hoofdklasse.
Johnny Balentina · 
Giel ten Bosch · 
Eric de Bruin · 
Peter Callenbach · 
Rob Cordemans · 
Jeffrey Cranston · 
Eddie Dix · 
Marlon Fluonia · 
Evert-Jan 't Hoen · 
Eelco Jansen · 
Marcel Joost · 
Adonis Kemp · 
Geoffrey Kohl · 
Marcel Kruijt · 
André van Maris · 
Edsel Martis · 
Paul Nanne · 
Tom Nanne · 
Byron Ward · 
Danny Wout